# Meet Joe Black
Meet Joe Black (bra: Encontro Marcado; prt: Conhece Joe Black?) é um filme de fantasia romântico americano lançado em 1998, remake do filme Death Takes a Holiday, de 1934. A película é protagonizada por Brad Pitt, Anthony Hopkins e Claire Forlani, e a realização esteve a cargo de Martin Brest.
Foi o segundo filme de Hopkins e Pitt juntos após o filme Legends of the Fall, de 1994. O filme recebeu críticas mistas dos críticos. Arrecadou US$143 milhões em todo o mundo.

## Sinopse
O filme conta a história de William "Bill" Parrish (Anthony Hopkins), um empresário norte-americano que, dias antes de completar 65 anos de idade, recebe a visita de um estranho e misterioso homem, Joe Black (Brad Pitt), que se apresenta como sendo a Morte personificada. Em troca de mais algum tempo de vida, Bill aceita ser o guia de Joe na Terra, para este ficar a saber como é a vida dos mortais. No entanto, Bill e Joe deparam-se com algo que nenhum esperava: Joe apaixona-se por Susan (Claire Forlani), a filha mais nova de Bill.

## Elenco
- Brad Pitt - Joe Black/rapaz na cafeteria
- Anthony Hopkins - Bill Parrish
- Claire Forlani - Dr. Susan Parrish
- Jake Weber - Drew
- Marcia Gay Harden - Allison Parrish
- Jeffrey Tambor - Quince, marido de Allison
- Lois Kelly-Miller - mulher jamaicana
- David S. Howard - Eddie Sloane
- Marylouise Burke - Lillian
- June Squibb- Helen
- Stephen Adly Guirgis - recepcionista do hospital

## Locações
As cenas de interior do apartamento e dos escritórios da Parrish Communications também foram rodadas em Nova York, no histórico prédio do 14th Regiment Armory, em South Slope, Brooklyn.
O local onde Susan Parrish e o rapaz da cafeteria se encontram pela primeira vez é o Broadway Restaurant, no Upper West Side, Manhattan.
As cenas da casa de campo de Wiliam Parrish, incluindo os jardins, foram rodadas na Aldrich Mansion - edificação do final do século XIX situada às margens da baía de Narragansett, em  Warwick (Rhode Island). A mansão, que originalmente pertencia ao senador Nelson W. Aldrich, foi adquirida pela Diocese de Providence, em 1939.

## Bilheteria
Meet Joe Black foi lançado em 13 de novembro de 1998 e arrecadou US$15,017,995 no mercado interno no fim de semana de abertura (11/13-15) na terceira posição, atrás do segundo fim de semana de The Waterboy e da abertura de I Still Know What You Did Last Summer.
Enquanto o filme teve um retorno decepcionante nas bilheterias domésticas de US$44,619,100, foi muito melhor no exterior. Ao receber US$98,321,000 adicionais, o filme arrecadou um total mundial de US$142,940,100.
Como Meet Joe Black foi um dos poucos filmes que exibiram o primeiro trailer de Star Wars: Episode I - The Phantom Menace, foi relatado que milhares de fãs de Star Wars compraram ingressos para o filme, apenas para sair após a exibição do trailer.

## Resposta crítica
Meet Joe Black recebeu críticas mistas dos críticos, elogiando as performances, mas criticando a duração de três horas do filme, o ritmo lento e o roteiro. Roger Ebert deu três estrelas, mas não gostou das falas periféricas da história e do final excessivamente prolongado. Ele concluiu que, apesar de suas falhas, "há muita coisa boa nesse filme". Peter Travers da Rolling Stone, achava que a maioria dos personagens era unidimensional. Anthony Hopkins recebeu elogios uniformes por sua performance, com Travers opinando que Bill Parrish de Hopkins era o único personagem plenamente realizado no filme; Mick LaSalle comentou que "a atuação de Hopkins é tão emocionalmente completa que os menores momentos...se misturam com complexidades de pensamento e sentimento". Brad Pitt, por outro lado, recebeu uma resposta mista, com LaSalle chamando o desempenho de tão ruim "isso dói" e James Berardinelli chamando de "execrável".
O filme tem uma resposta de 53% "Rotten" do Rotten Tomatoes, com o consenso do site chamando o filme de "Glacialmente lento, [e] sem intercorrências". Ele ganhou uma indicação ao Framboesa de Ouro por Pior Remake ou Sequência.